# Essert-sous-Champvent
Essert-sous-Champvent (toponimo francese) è una frazione di 154 abitanti del comune svizzero di Champvent, nel Canton Vaud (distretto del Jura-Nord vaudois).

## Storia

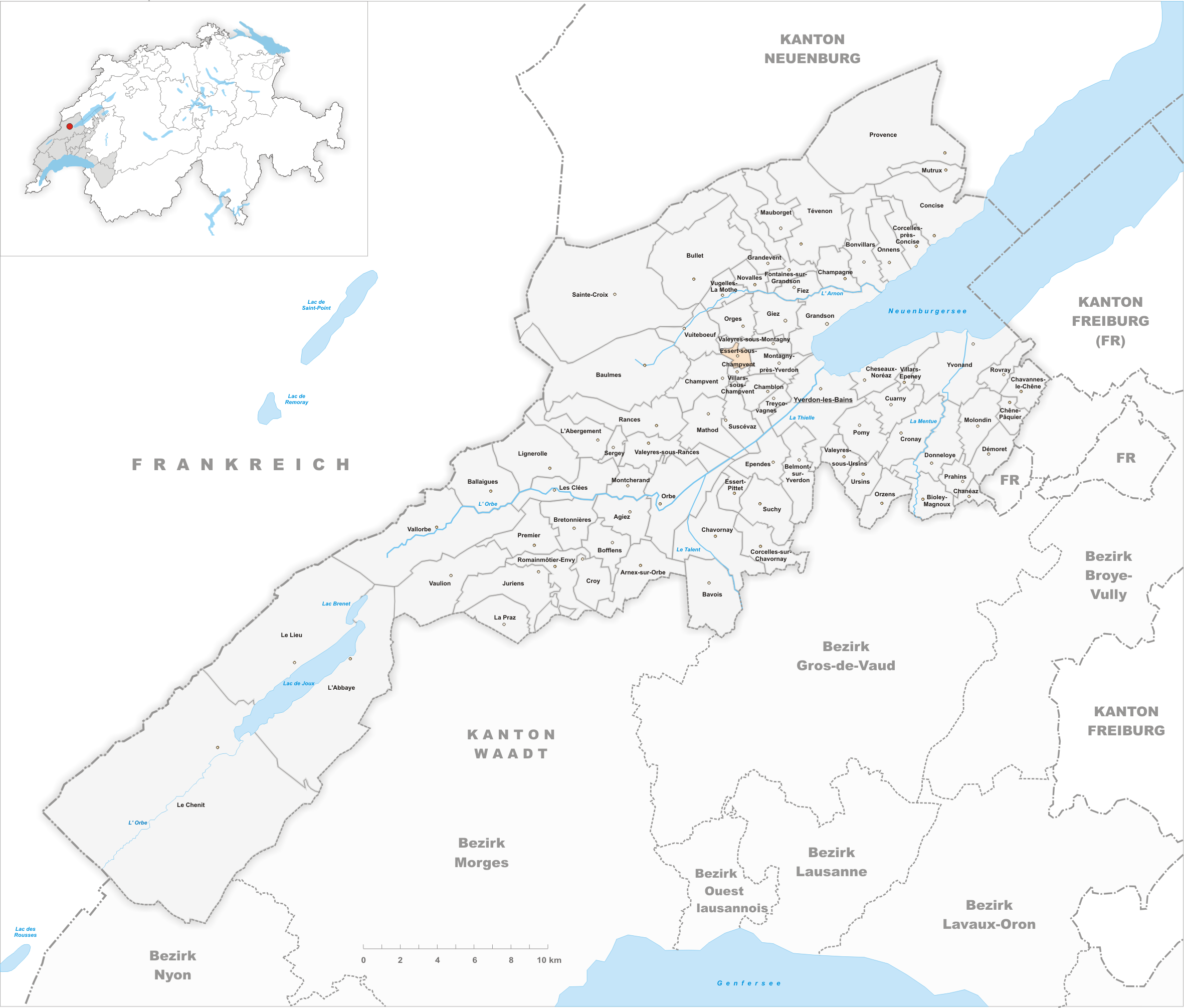
Il territorio del comune di Essert-sous-Champvent prima degli accorpamenti comunali del 2012

Già comune autonomo che si estendeva per 1,23 km², nel 2012 è stato accorpato al comune di Champvent assieme all'altro comune soppresso di Villars-sous-Champvent.

## Società

### Evoluzione demografica
L'evoluzione demografica è riportata nella seguente tabella:
Abitanti censiti

## Infrastrutture e trasporti
Essert-sous-Champvent è servito dall'omonima stazione, sulla ferrovia Yverdon-Sainte-Croix.

## Amministrazione
Ogni famiglia originaria del luogo fa parte del cosiddetto comune patriziale e ha la responsabilità della manutenzione di ogni bene ricadente all'interno dei confini della frazione.